# Antonio Adipe
Antonio R. Adipe Marrone (Montevideo, 24 d'abril de 1912) fou un boxejador uruguaià de destacada participació en els Jocs Olímpics d'estiu de 1936. El 1936 va ser eliminat al segon assalt de la categoria dels pesos semipesants, després de perdre el combat contra el britànic Thomas Griffin.